# Friedberg (Štýrsko)
Friedberg je obec v rakouské spolkové zemi Štýrsko, v okrese Hartberg-Fürstenfeld. Leží na severovýchodě spolkové země a v jeho bezprostřední blízkosti ze severu i východu leží Pinggau. 
K 1. lednu 2024 zde žilo 2657 obyvatel.

## Geografie
Obec Friedberg se rozkládá na jižních svazích pohoří Wechselgebirge poblíž hraničního trojmezí Štýrska, Dolního Rakouska a Burgenlandu. Leží na severovýchodě okresu Hartberg-Fürstenfeld ve vzdálenosti cca 20 km od okresního města Hartberg. Nejnižší bod Oberwaldbauern leží v nadmořské výšce 455 metrů, nejvyšší bod u Hilmtoru ve výšce něco málo přes 1000 metrů nad mořem. Samotné staré město leží ve výšce téměř 600 metrů. jižní Burgenland Riedelland / alpské předhůří.

### Administrativní členění
Katastrální území tvoří Friedberg s třemi připojenými obcemi a dvěma dvory (s počtem obyvatel uvedeným v závorce): Ehrenschachen (637), Friedberg (347), Oberwaldbauern (25), Ortgraben (1280), dvory Schwaighof (236) a Stögersbach (132). 

## Historie
Lokalita byla osídlena od raného středověku, s alternativním názvem Friedburg nebo Friedberg. Vévoda Leopold I. Štýrský okolo roku 1128 založil osadu z části výkupného, jež získal za anglického krále Richarda I. Lví srdce. V listinách z roku 1254 a z roku 1286 je Friedberg uveden jako město (civitas), byl obehnán hradbami.
Ve středověku byl Friedberg sídlem soustavy dvou hradů, horního a dolního Friedbergu, které vlastnil Konrád z Friedbergu, zmíněný v listině z 27. února 1252. Hrad se několikrát stal cílem tureckých a maďarských nájezdů (např. v roce 1418), a také městských požárů. Hrad, nazývaný také Hausburg, byl v novověku zbořen, zůstaly z něj jen úseky zdiva se sklepem, spojené s městskou hradební zdí. Na jeho místě stojí válečný památník.

## Doprava
Friedberg je železničním uzlem tří regionálních tratí:Thermenbahn, Wechselbahn (od 1910) a Pinkatalbahn.  

## Památky
- Ruiny hradu Hausburgu a městských hradeb (s opěrnou zdí budovy farního dvora)
- Farní kostel sv. Jakuba Většího - gotický kostel s románsko-gotickou věží s barokní bání; hlavní oltář s obrazem Nanebevzetí sv. Jakuba, v barokní architektuře se sochami Matthiase Steinla
- Sloup se sochou korunované Panny Marie Immaculaty, stylově barokní, vztyčený roku 1809
- Hřbitovní kaple Ukřižovaného Spasitele - pozdně gotická stavba
- Knihovna s muzejní expozicí židlí firmy Thonet

## Galerie

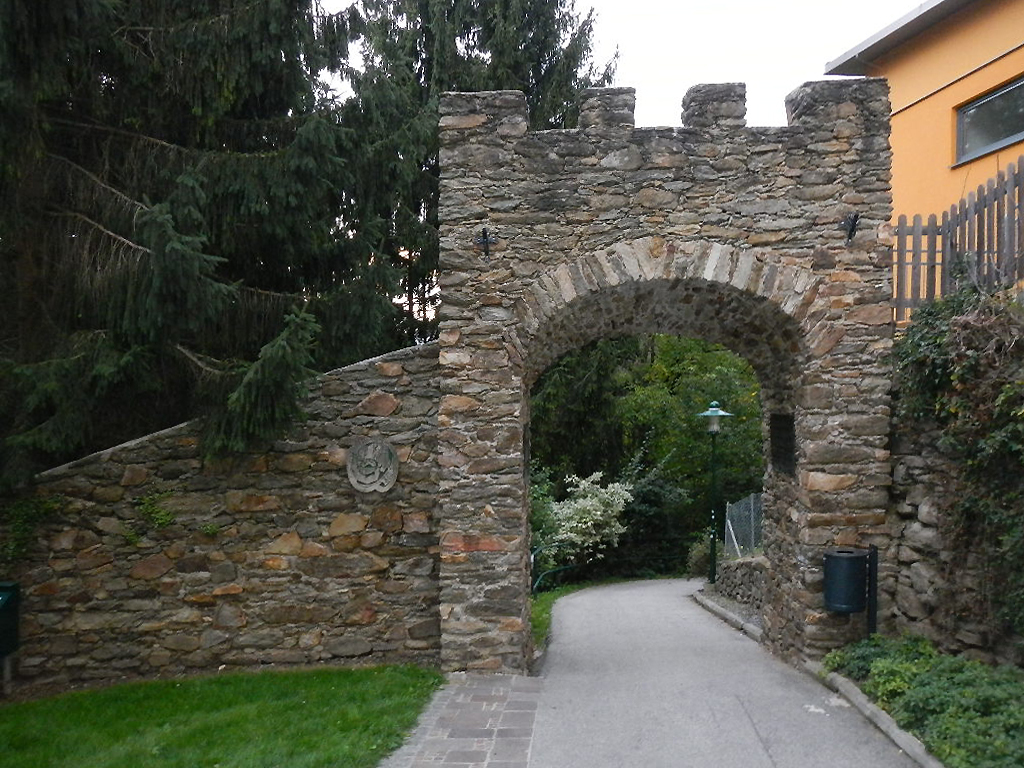
Hradební zeď s městskou bránou
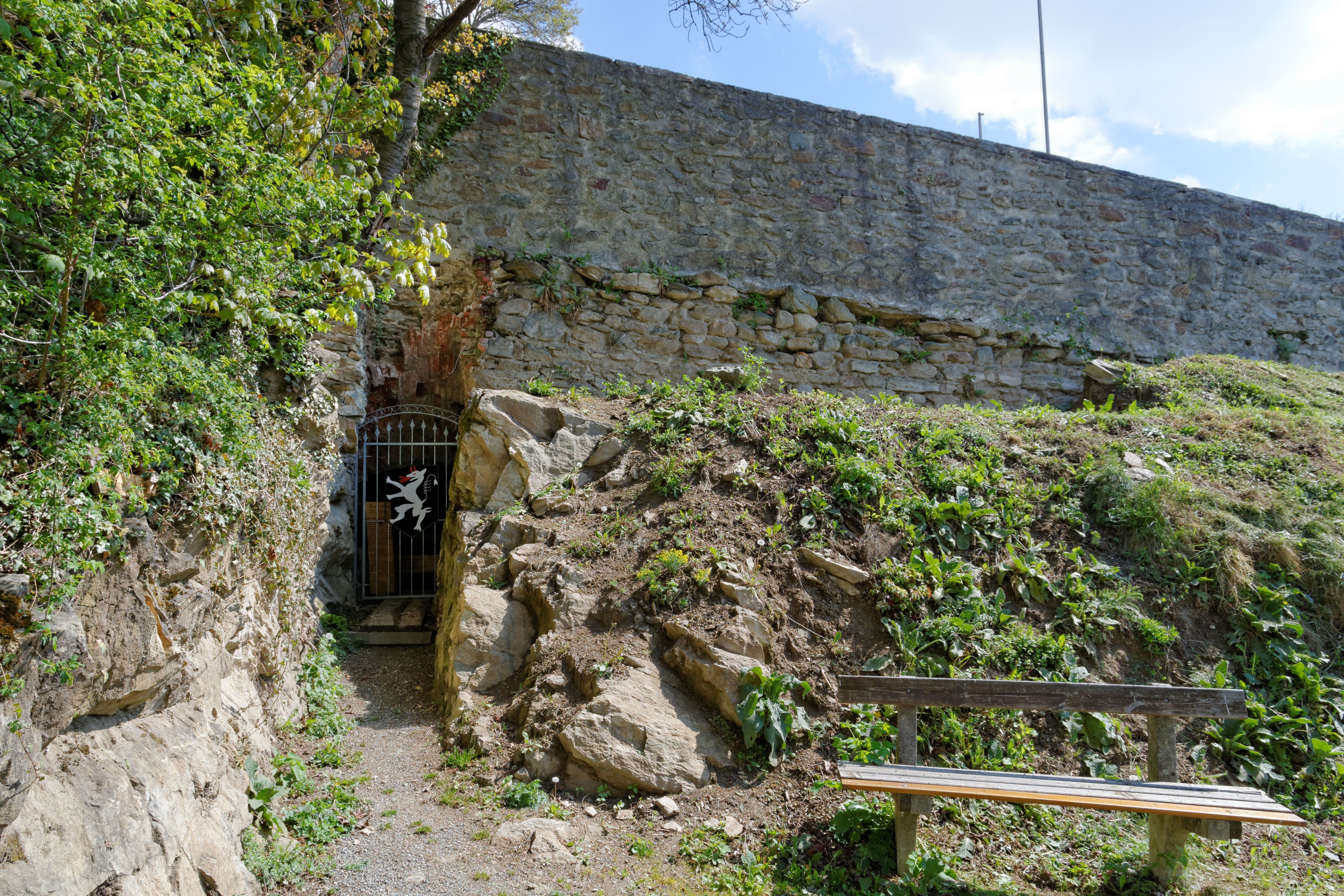
Ruiny hradu a městské hradby
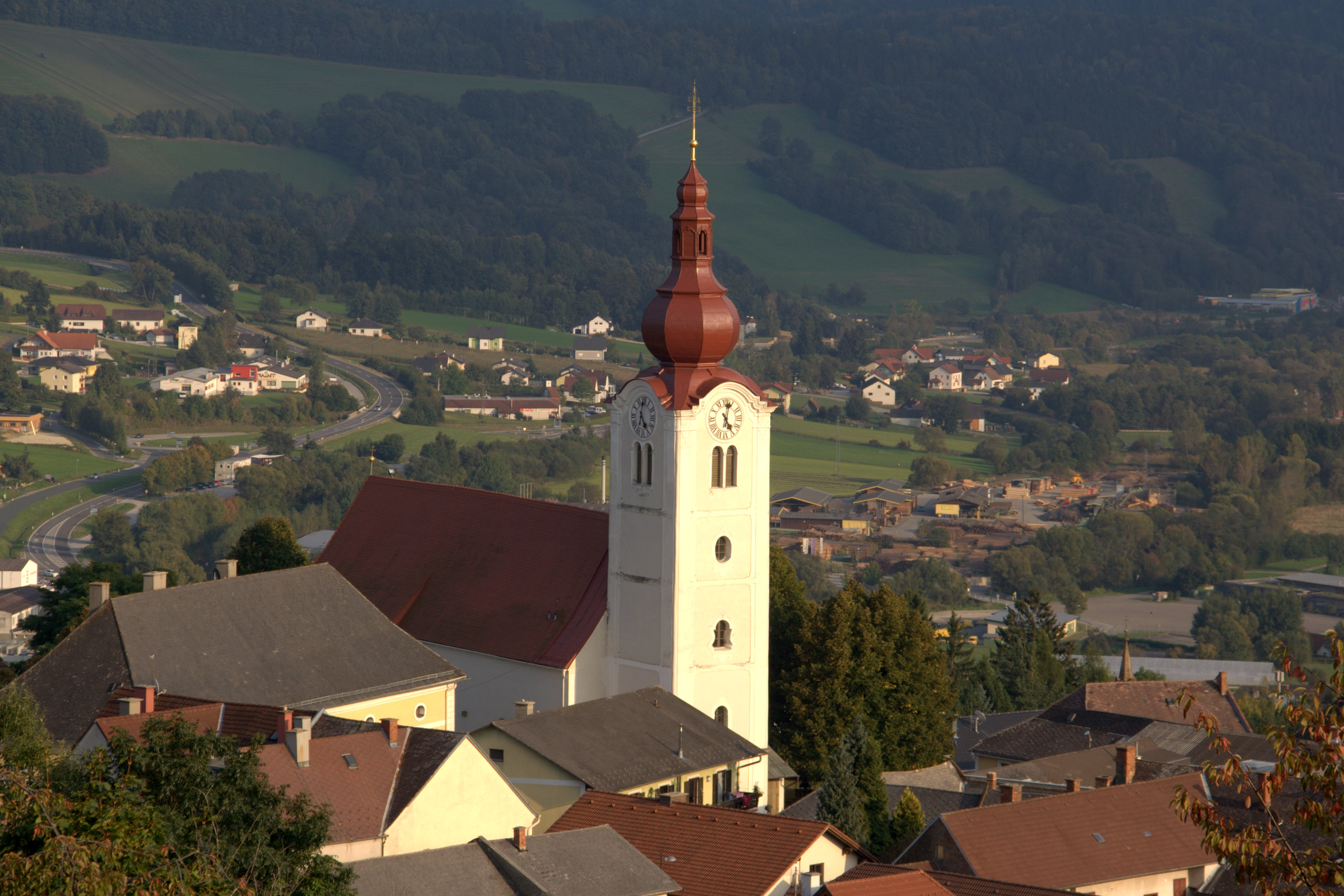
Centrum města s kostelem
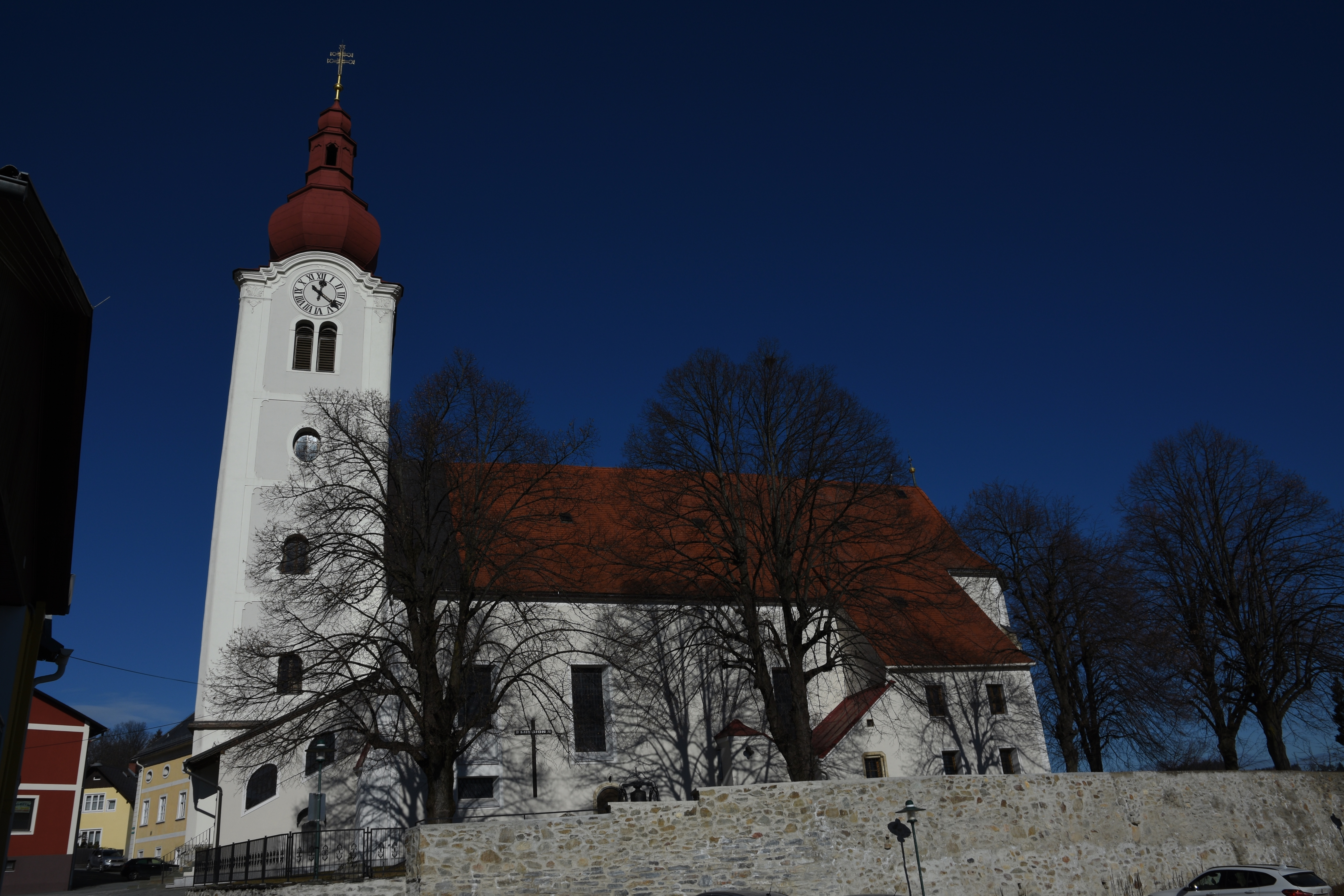
Kostel sv. Jakuba
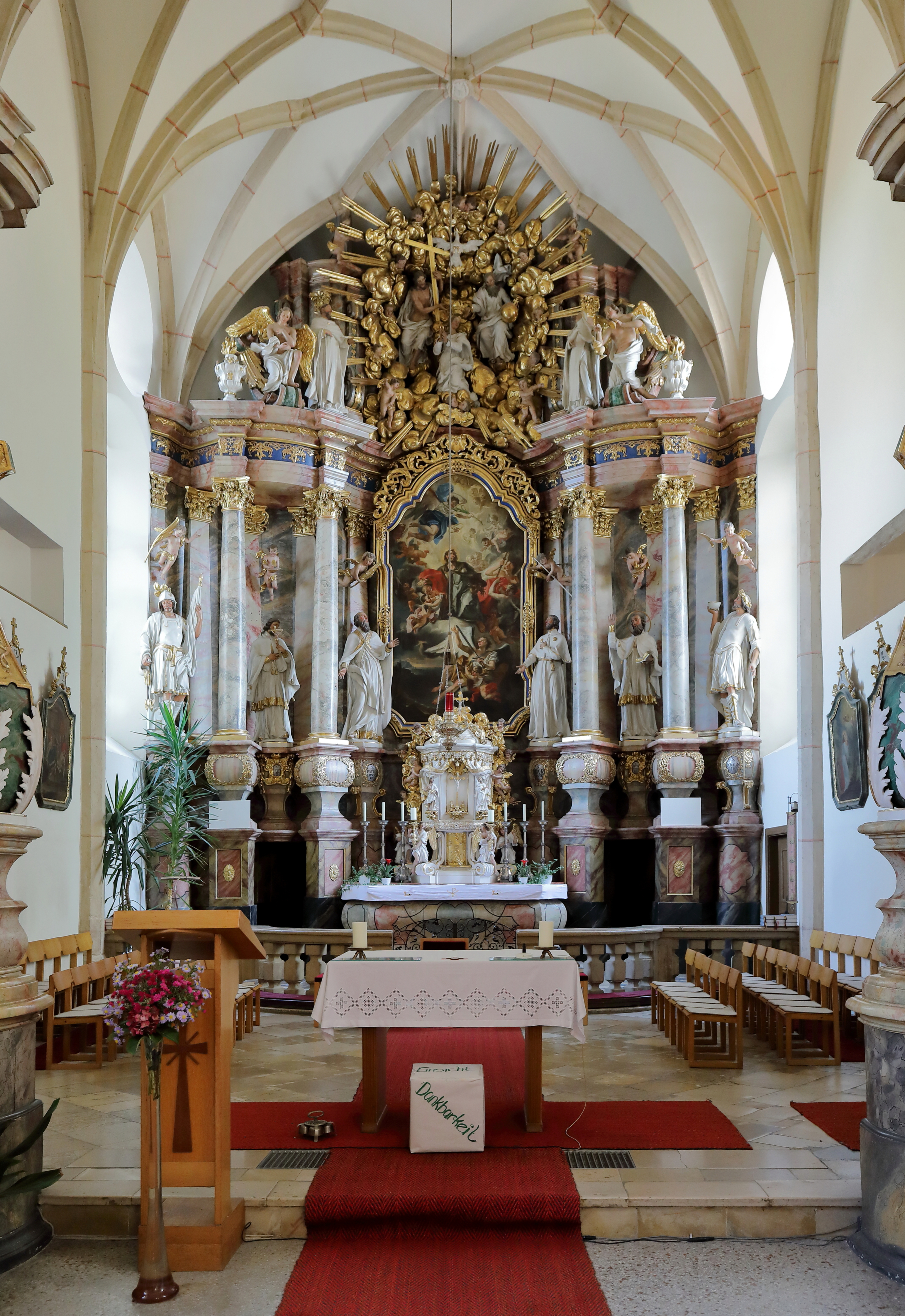
Hlavní oltář kostela
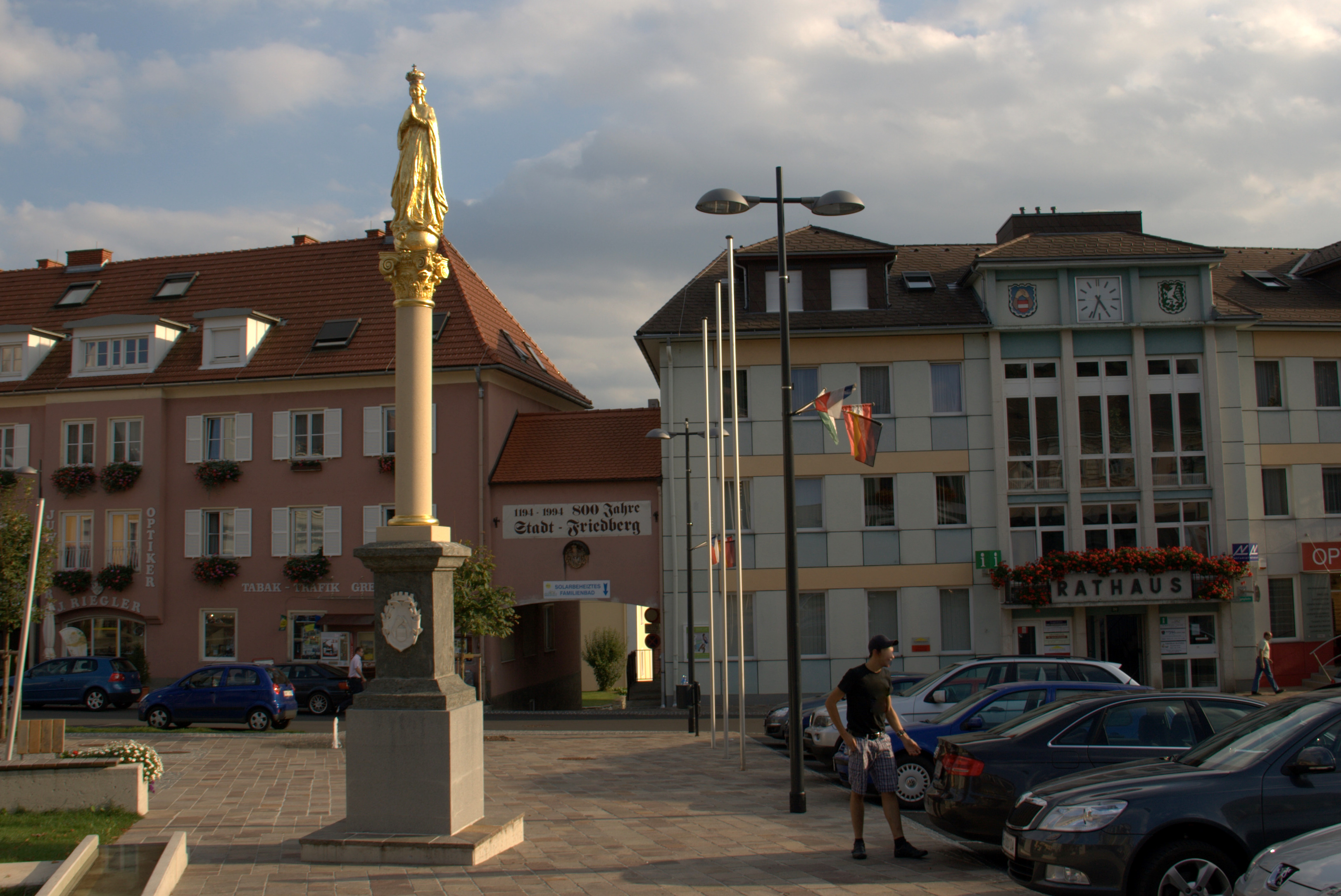
Mariánský sloup a radnice
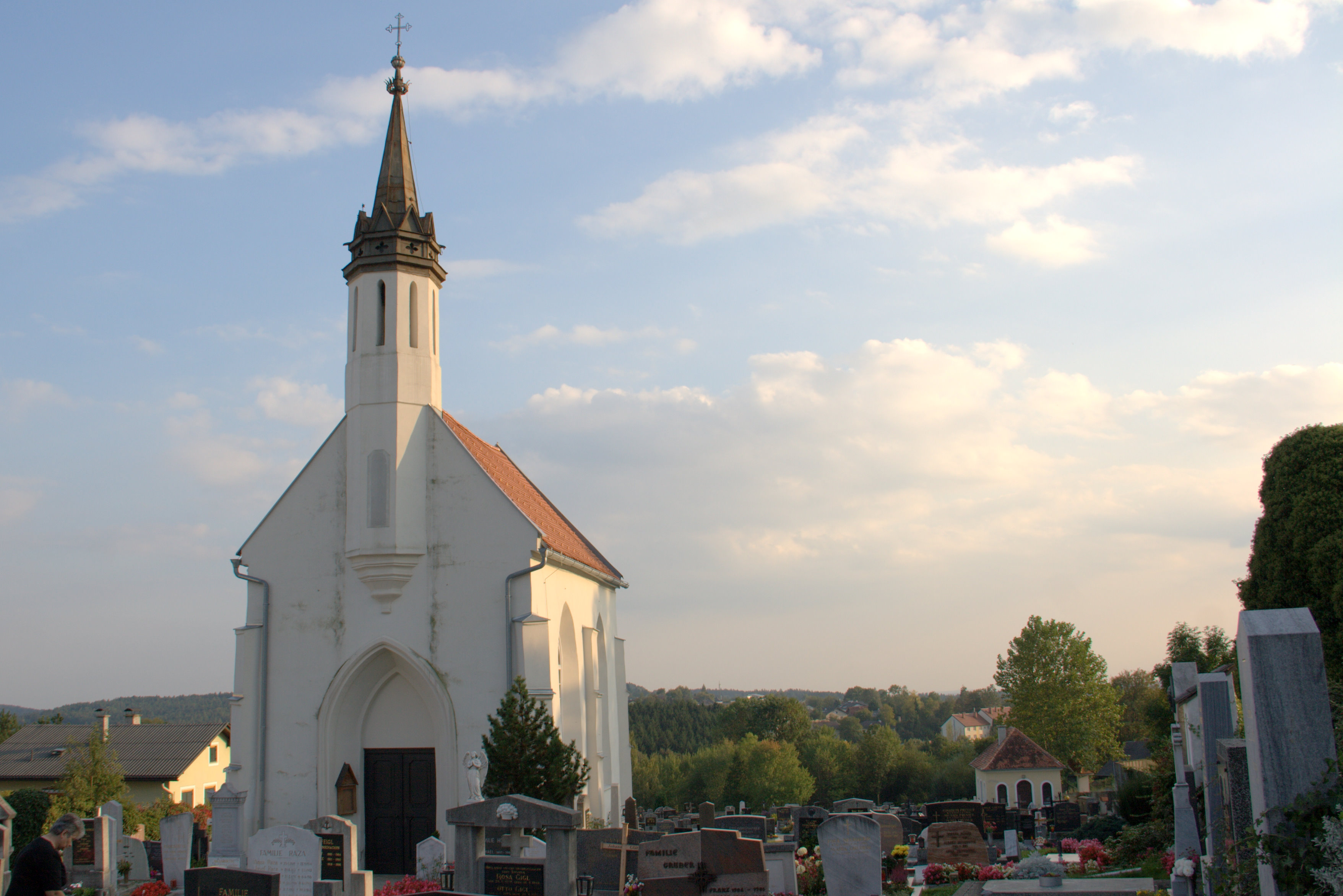
Hřbitovní kaple
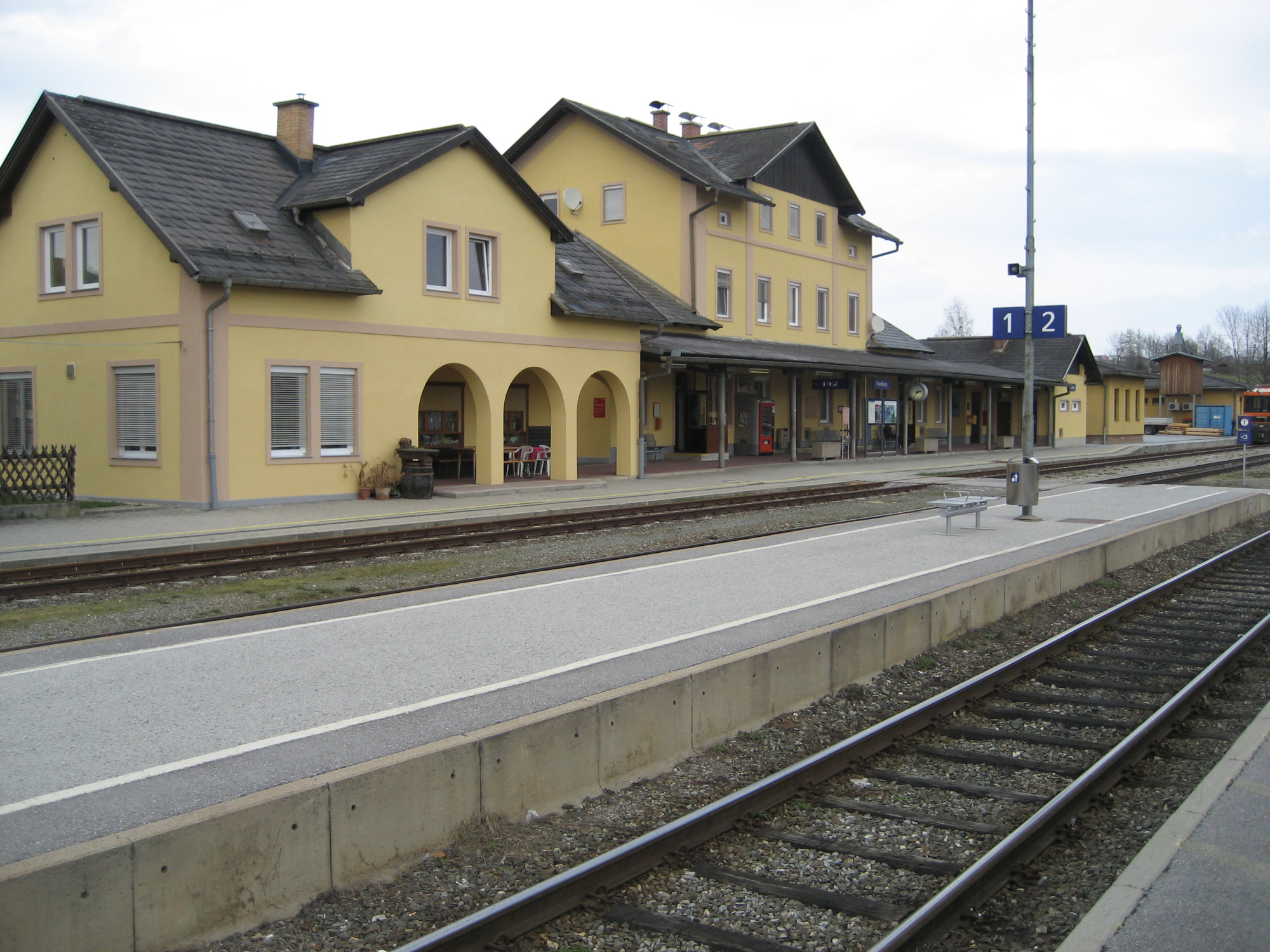
Nádraží Wechselbahn

## Partnerská města
- Friedberg (Bavorsko) (Německo) (od 1966)
- Ljutomer (Slovinsko) (od 1969)
- Söchtenau (Německo)